# Bob Erdos
Robert W. Erdos (Philadelphia, 2 augustus 1930 – York, 25 maart 2017) was een Amerikaanse muziekproducent.
Erdos richtte in 1980 Stomp Off Records op, een platenlabel dat zich specialiseerde in traditionele jazz en ragtime en meer dan 430 albums heeft uitgebracht, van Amerikaanse alsook 'buitenlandse' musici. Erdos was een autoriteit op het gebied van oude jazz.